# Кобылец
Кобылец (укр. Кобилець) — село в Подгайчиковской сельской общине Коломыйского района Ивано-Франковской области Украины.
Население по переписи 2001 года составляло 118 человек. Занимает площадь 3.03 км². Почтовый индекс — 78266. Телефонный код — 03433.